# Armenisch-ukrainische Beziehungen
Zwischen der Ukraine und Armenien bestehen bilaterale diplomatische Beziehungen, die am 25. Dezember 1991 aufgenommen wurden. Derzeit hat die Ukraine die fünftgrößte armenische Gemeinschaft der Welt. Die armenische Botschaft in Kiew wurde 1993 eröffnet, die Botschaft der Ukraine in der armenischen Hauptstadt Jerewan im Jahr 1996.

## Wirtschaftliche Beziehungen
Die Ukraine exportierte im Jahr 2020 v. a. Tabakprodukte im Wert von 27,58 Mio. Dollar und Fleischprodukte im Wert von 10,46 Mio. Dollar nach Armenien. Daneben wurden v. a. Eisen, Stahl, Molkereiprodukte oder Zucker nach Armenien exportiert. Armenien exportierte 2021 vor allem Getränke und Spirituosen im Wert von 16,2 Mio. Dollar, gefolgt von Tabakprodukten im Wert von 5,21 Mio. Dollar, in die Ukraine. Weitere Exportprodukte Armeniens in die Ukraine waren v. a. pharmazeutische Produkte, Gemüse und Früchte.

## Botschafter

### Ukrainische Botschafter in Armenien
- Alexander Boschko (1996–2001)
- Wladimir Tjaglo (2. Februar 2002 – Juni 2005)
- Alexander Boschko (Juni 2005 – 22. Juli 2010)
- Iwan Chuchta (22. Juli 2010 – 20. Juni 2018)
- Petro Lytvyn (20. Juni 2018 – 19. Juni 2019)[3][4]
- Iwan Kuleba (24. Dezember 2019 – 7. Oktober 2021)[5][6]

### Armenische Botschafter in der Ukraine
- Andranik Manukjan (26. April 2010 – 22. August 2018)
- Tigran Seiranjan (28. Dezember 2018 – 1. Juni 2021)
- Wladimir Karapetjan (seit 1. Juni 2021)

## Staatsbesuche
| Gast                                 | Gastgeber                            | Ort des Treffens | Datum des Treffens |
| ------------------------------------ | ------------------------------------ | ---------------- | ------------------ |
| Ukr. Präsident Leonid Kutschma       | Armen. Präsident Lewon Ter-Petrosjan | Jerewan          | Mai 1996           |
| Armen. Präsident Lewon Ter-Petrosjan | Ukr. Präsident Leonid Kutschma       | Kiew             | Juli 1997          |
| Armen. Präsident Robert Kotscharjan  | Ukr. Präsident Leonid Kutschma       | Kiew             | März 2001          |
| Ukr. Präsident Leonid Kutschma       | Armen. Präsident Robert Kotscharjan  | Jerewan          | 10. Oktober 2002   |
| Armen. Präsident Sersch Sargsjan     | Ukr. Präsident Wiktor Juschtschenko  | Kiew             | 28.–29. Juli 2008  |
| Armen. Präsident Sersch Sargsjan     | Ukr. Präsident Wiktor Juschtschenko  | Kiew             | 25. Februar 2010   |
| Armen. Präsident Sersch Sargsjan     | Ukr. Präsident Wiktor Janukowytsch   | Kiew             | 1.–2. Juli 2011    |
| Armen. Präsident Sersch Sargsjan     | Ukr. Präsident Wiktor Janukowytsch   | Kiew             | 1.–2. Juli 2012    |

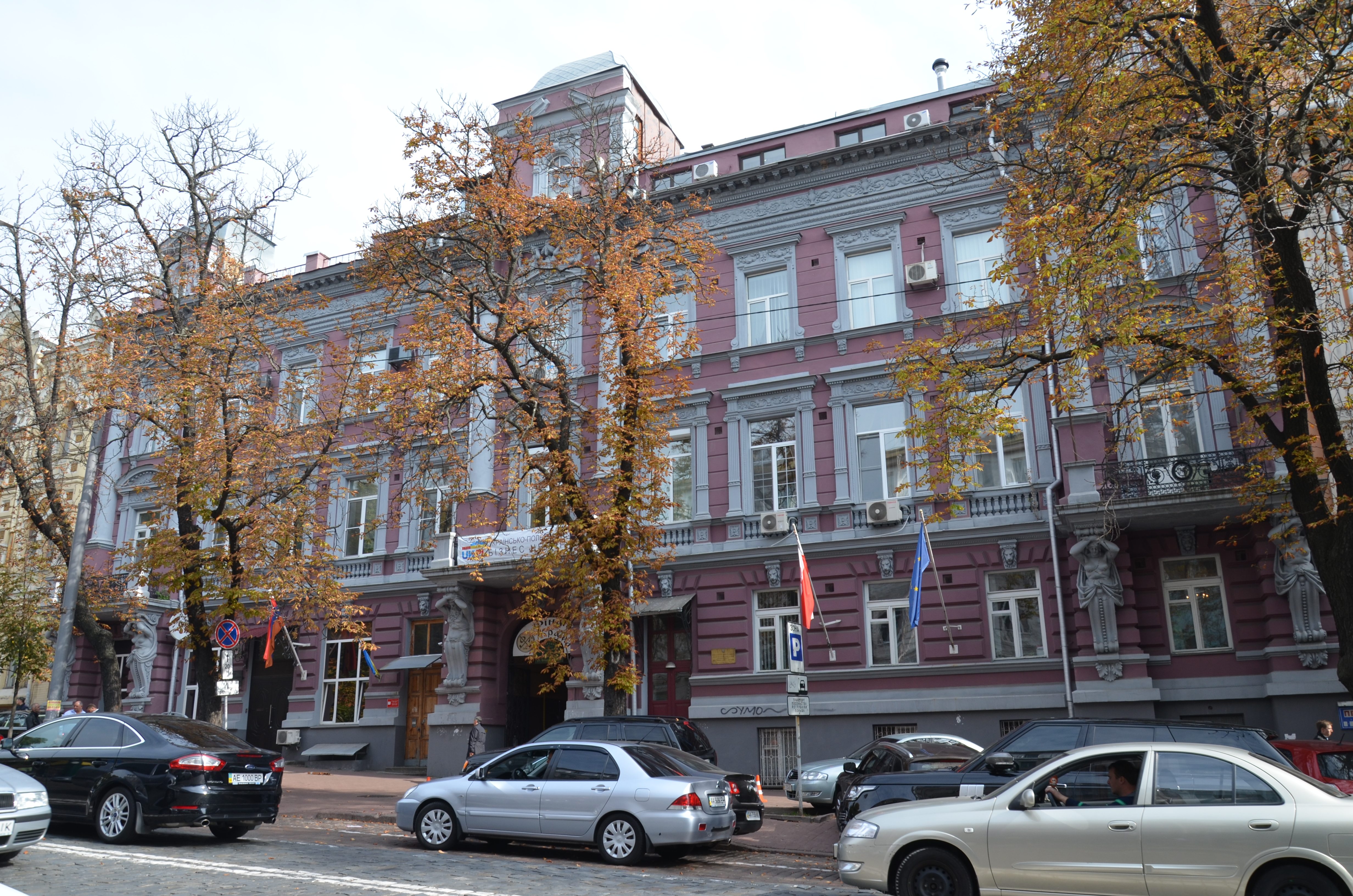
Armenische Botschaft in Kiew (2014)

Seit dem letzten Besuch Sersch Sargsjans in Kiew im Juli 2012 fanden keine offiziellen Staatsbesuche mehr auf der Ebene der Staatsoberhäupter zwischen Armenien und der Ukraine statt. Es kam lediglich zum Besuch eines Vize-Regierungschefs als der armenische Vize-Premierminister Tigran Awinjan am 20. Mai 2019 an der Vereidigungszeremonie des ukrainischen Präsidenten Wolodymyr Selenskyj teilnahm.